# 稲川武
稲川 武（いながわ たけし、1933年〈昭和8年〉9月21日 - 1992年〈平成4年〉4月27日）は、昭和から平成時代の政治家。栃木県鹿沼市長。

## 経歴
栃木県出身。栃木県立鹿沼農商高等学校卒業。
郵便局に勤務した後、1971年（昭和46年）日本社会党から栃木県議会議員選挙に立候補し当選。県議を3期務める。
1984年（昭和59年）鹿沼市助役に就任。1988年（昭和63年）鹿沼市長古沢俊一の死去による同市長選挙に立候補し、当選。
1992年（平成4年）4月、2期目を目指し、立候補したが、体調不良で入院。本人不在のまま選挙戦に入った。選挙は対立候補に圧勝で再選するが、再選が決定した直後に入院先の病院で死去した。58歳没。このため、当選人死亡により同市長選挙は公職選挙法規定により再選挙となり、福田武が当選している。